# 벤째
벤째시(베트남어: Thành phố Bến Tre /城舖𤅶椥)는 베트남 남부 벤째성의 성도로 면적은 65.75km2, 인구는 143,639명(2009년 기준)이다. 메콩강 삼각주 지방에 위치하며 호찌민시에서 남동쪽으로 85km 정도 떨어진 곳에 위치한다.

## 행정구역
벤째시는 10개의 프엉(坊)과 7개의 싸(社)를 관할한다.

### 프엉
- 1 프엉
- 2 프엉
- 3 프엉
- 4 프엉
- 5 프엉
- 6 프엉
- 7 프엉
- 8 프엉
- 푸크엉 (Phú Khương / 富康)
- 푸떤 (Phú Tân / 富新)

### 싸
- 빈푸 (Bình Phú / 平富)
- 마이타인 (Mỹ Thành / 美城)
- 미이타인안 (Mỹ Thạnh An / 美盛安)
- 년타인 (Nhơn Thạnh / 仁盛)
- 푸헝 (Phú Hưng / 富興)
- 푸뉴언 (Phú Nhuận / 富潤)
- 선동 (Sơn Đông / 山東)